# Dendronephthya manyanensis
Dendronephthya manyanensis är en korallart som beskrevs av Hilario Atanacio Roxas 1933. Dendronephthya manyanensis ingår i släktet Dendronephthya och familjen Nephtheidae. Inga underarter finns listade i Catalogue of Life.